# Wilfrido Vargas
Pour les articles homonymes, voir Vargas.
Wilfrido Radamés Vargas Martínez est un musicien et un compositeur de la République dominicaine né le 24 avril 1949, à Puerto Plata, connu d'avoir particulièrement popularisé le merengue en dehors des frontières de son pays. 
Durant les années 1990 il lance des titres comme : "El Barbarazo", El Jardinero, La Medicina, El Loco y La Luna ce qui lui vaut des nominations au Grammy en 1989.